# Свиридівська волость
Свиридівська волость — адміністративно-територіальна одиниця Лохвицького повіту Полтавської губернії з центром у селі Свиридівка.
Станом на 1885 рік — складалася з 9 поселень, 14 сільських громад. Населення 8834 — осіб (4332 осіб чоловічої статі та 4502 — жіночої), 1534 дворові господарства.
Основні поселення волості:
- Свиридівка — колишнє державне та власницьке село при річці Сула за 12 верст від повітового міста, 304 двори, 1562 мешканців, православна церква, школа, 3 заїжджі будинки, 2 крамниці,  базар у середу і суботу, кузня, 22 вітряні млини, 3 маслобійні заводи.
- Голінка — колишнє державне село при річці Сула, 221 двір, 1367 мешканців, православна церква, заїжджий будинок, 10 вітряних млинів, 3 маслобійні заводи.
- Нова Гребля — колишнє державне та власницьке село при річці Сула, 277 дворів, 1515 мешканців, православна церква, школа, 2 заїжджі будинки, 2 кузні, 1 водяний і 20 вітряних млинів, 2 маслобійні заводи.
- Ярошівка — колишнє державне та власницьке село при річці Сула, 398 дворів, 2473 мешканців, православна церква, 3 заїжджі будинки, 3 крамниці, базар у четвер, 3 кузні, 38 вітряних млинів, 4 маслобійні заводи.
- Яшники — колишнє державне та власницьке село при річці Сула, 130 дворів, 716 мешканців, православна церква, заїжджий будинок, 10 вітряних млинів, маслобійний завод.

Старшинами волості були:
- 1900 року козак Козьма Микитович Шиш[2];
- 1904 року козак Андрій Семенович Крат[3];
- 1913 роках Влас Михайлович Шиш[4];
- 1915 роках Іван Андрійович Бойко[5].